# فرودگاه بین‌المللی شهدای زاهدان
فرودگاه بین‌المللی شهدای زاهدان، در سال ۱۳۳۲ به‌طور رسمی افتتاح گردید. ابتدا این فرودگاه جهت استفاده برای پست و گمرکات بود و از دو چادر تشکیل می‌شد و پس از بهره‌برداری در همان سال شروع عملیات ساخت ساختمان آن آغاز شده در یکی از اسناد استانداری سیستان و بلوچستان در سال ۱۳۳۵ آمده‌است که در سفر دولت وقت در ۱۶ مرداد ۱۳۳۵ هواپیمای دولتی بر روی باند جدید جلو عمارت جدیدالبنا گمرک هدایت و متوقف شده که خود نشان دهنده ساختمان جدید فرودگاه در سال ۱۳۳۵ است در ابتدا یک پرواز درهفته توسط شرکت هواپیمایی ایران در مسیر تهران، یزد، زاهدان ، کراچی و بمبئی انجام می‌شد؛ که ازاین طریق تاجران ایرانی را جابه‌جا می‌کرد این پرواز نشان دهنده این است که فرودگاه زاهدان از همان ابتدا پرواز بین‌المللی را انجام می‌داده‌است.

## اهمیت و موقعیت
فرودگاه زاهدان به عنوان هشتمین فرودگاه بین‌المللی کشور و دارا بودن موقعیت ویژه ای که در شرق کشور از آن برخوردار است، اهمیت بسزایی در حمل و نقل و توسعه استان سیستان و بلوچستان دارد.

## شرکت‌های هواپیمایی و مقصدهای پروازی
| شرکت‌های هواپیمایی      | مقصدهای پروازی                           |
| ---------------------- | ---------------------------------------- |
| هواپیمایی زاگرس        | تهران                                    |
| ایران ایر              | کنارک، اصفهان، کرمان، کویته، مشهد، تهران |
| هواپیمایی ایران ایرتور | کنارک، مشهد، تهران                       |
| هواپیمایی آسمان        | اصفهان، مشهد، شیراز، تهران، گرگان        |
| هواپیمایی آتا          | تهران                                    |
| هواپیمایی قشم          | مشهد، تهران، گرگان                       |
| هواپیمایی کاسپین       | تهران، مشهد                              |
| هواپیمایی سپهران       | مشهد                                     |
| ماهان ایر              | تهران                                    |
| هواپیمایی چابهار       | تهران                                    |